# Борха, Педро Луис
Педро Луис де Борха (итал. Pier Luigi Borgia, исп. Pedro Luis de Borja; 1432 — 26 сентября 1458) — представитель династии Борджиа, младший брат кардинала Родриго Борджиа, племянник кардинала Алонсо де Борха, который в 1455 году стал папой римским под именем Калликста III. Он был известен как «Дон Педро Луис».

## Биография
Один из двух сыновей дворянина Хофре Хиль де Борха-и-Ескрива (1390—1437) и Изабель де Борха-и-Льянсоль (1390—1468), младший брат кардинала Родриго Борджиа, будущего папы римского Александра VI. Несмотря на то, что Педро Луис де Борха не был священником, вскоре после избрания его дяди Алонсо де Борха новым папой римским он получил ряд должностей и титулов. Весной 1456 года Педро Луис де Борха был назначен генерал-капитаном Церкви и хранителем замка Святого Ангела. Осенью того же года он стал губернатором городов Терни, Нарни, Тоди, Риети, Орвието, Сполето, Фолиньо, Ночеры, Ассизи, Амелия, Чивита-Кастеллана и Непи. В начале 1457 года он получил должность губернатора Папской области и Тосканы. В то же время его старший брат Родриго Борджиа стал кардиналом-дьяконом, главнокомандующим папских войск и вице-канцлером Святой Римской Церкви, а двоюродный брат Луис Хуан дель Мила-и-Борха стал членом Совета кардиналов. Такое быстрое продвижение по службе молодых родственников папы римского, испанца Калликста III было подвергнуто критике многими старыми кардиналами (например, Доменико Капраника) и ксенофобской оппозицией со стороны римского населения. Семья Орсини выступала против возвышения Борджиа. Их враждебность по отношению к Борджиа возросла, когда Педро Луис де Борха был отправлен папой восстановить власть церкви над некоторыми крепостями, принадлежащими дому Орсини. 19 августа 1457 года Педро Луис де Борха был назначен префектом Рима. В противовес дому Орсини Каликст III сблизился с домом Колонна — врагами Орсини. Проект брака Педро Луиса де Борха с представительницей Колонна так и не был реализован.
Дон Педро Луис де Борха был ненавидим римлянами, так как почти все родственники и союзники папы римского Каликста III назывались «каталонцами» из-за их испанского происхождения. 6 августа 1458 года, в тот день, когда его дядя Каликст III скончался, ему пришлось бежать из Рима, где вспыхнуло восстание против «каталонцев». 26-летний Педро Луис де Борха скончался в Чивитавеккье, брошенный почти всеми своими соратниками.